# 백양사

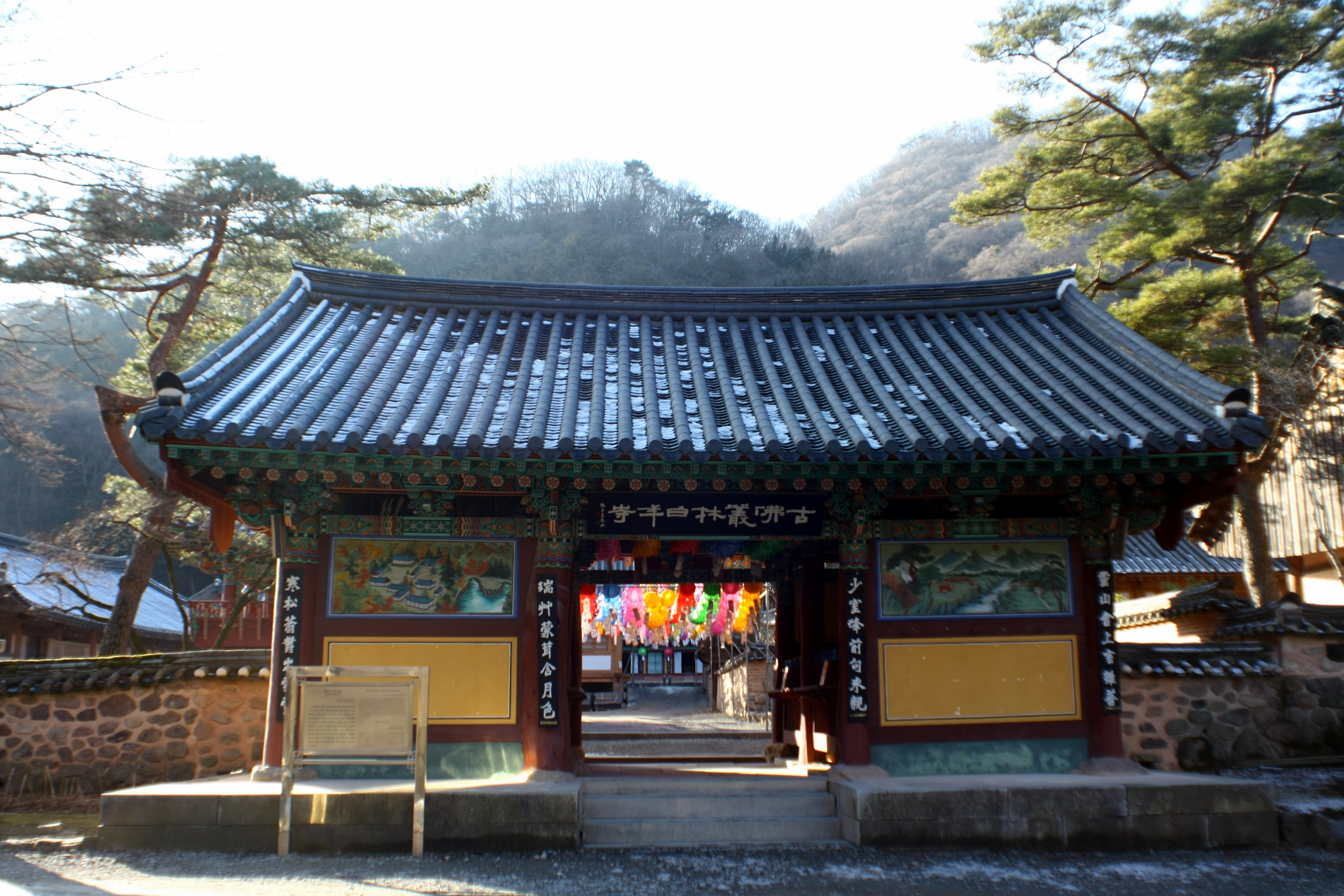
백양사 입구

백양사(白羊寺)는 대한민국의 전라남도 장성군 북하면에 있는 사찰로 대한불교 조계종 제18교구 본사이다. 호남선 백양사역의 이름이 이 절에서 유래되었다.

## 역사
백제 무왕 33년(632년)에 여환선사가 창건하였다고 전해지는 명찰로 본래 이름은 백암사였고 고려 덕종 3년(1034년) 중연선사가 크게 보수한 뒤 정토사로 불렸다. 조선 선조 때 환양선사가 영천암에서 금강경을 설법하는데 수많은 사람이 구름처럼 몰려들었다고 한다. 법회가 3일째 되던 날 하얀 양이 내려와 스님의 설법을 들었고, 7일간 계속되는 법회가 끝난 밤 스님의 꿈에 흰양이 나타나 '나는 천상에서 죄를 짓고 양으로 변했는데 이제 스님의 설법을 듣고 다시 환생하여 천국으로 가게 되었다'고 절을 하였다 한다. 이튿날 영천암 아래에 흰 양이 죽어 있었으며, 그 이후 절 이름을 백양사라고 고쳐 불렀다. 호남 유일의 거찰이었으나 불타버렸고 고종 원년(1864년) 도암선사가 재건하고, 1917년 송만암(宋曼巖)선사가 개축했으며, 다시 배학산(裴鶴山)선사가 크게 개수하여 완성하였다.
2010년 11월 2일 오후 3시 21분 경에 화재가 발생했으나, 문화재의 피해는 없었다.

## 현황
상주 교직자가 80여 명이며, 신도수가 3,500여 명으로 대한불교조계종 18교구 본사이다. 보유 문화재로는 극락보전(지방문화재 제32호:조선 중기 건축물, 백양사에서 가장 오래된 건물), 대웅전(지방문화재 제43호:1917년 건축), 사천왕문(지방문화재 제44호:1985년 복원), 소요대사부도(지방문화재 제56호:1650년), 청류암(문화재자료 제179호:1350년 건축), 백양 법계비(백양사 입구 좌우에 2기의 석비), 진영각(정면 4칸의 단층 맞배지붕으로 우측 1칸은 칠성전으로 되어있고 현재 역대 스님들의 영전이 봉안되어 있다), 「蔓庵」이라 쓰여진 김정희의 친필 등이 있다.

## 사진

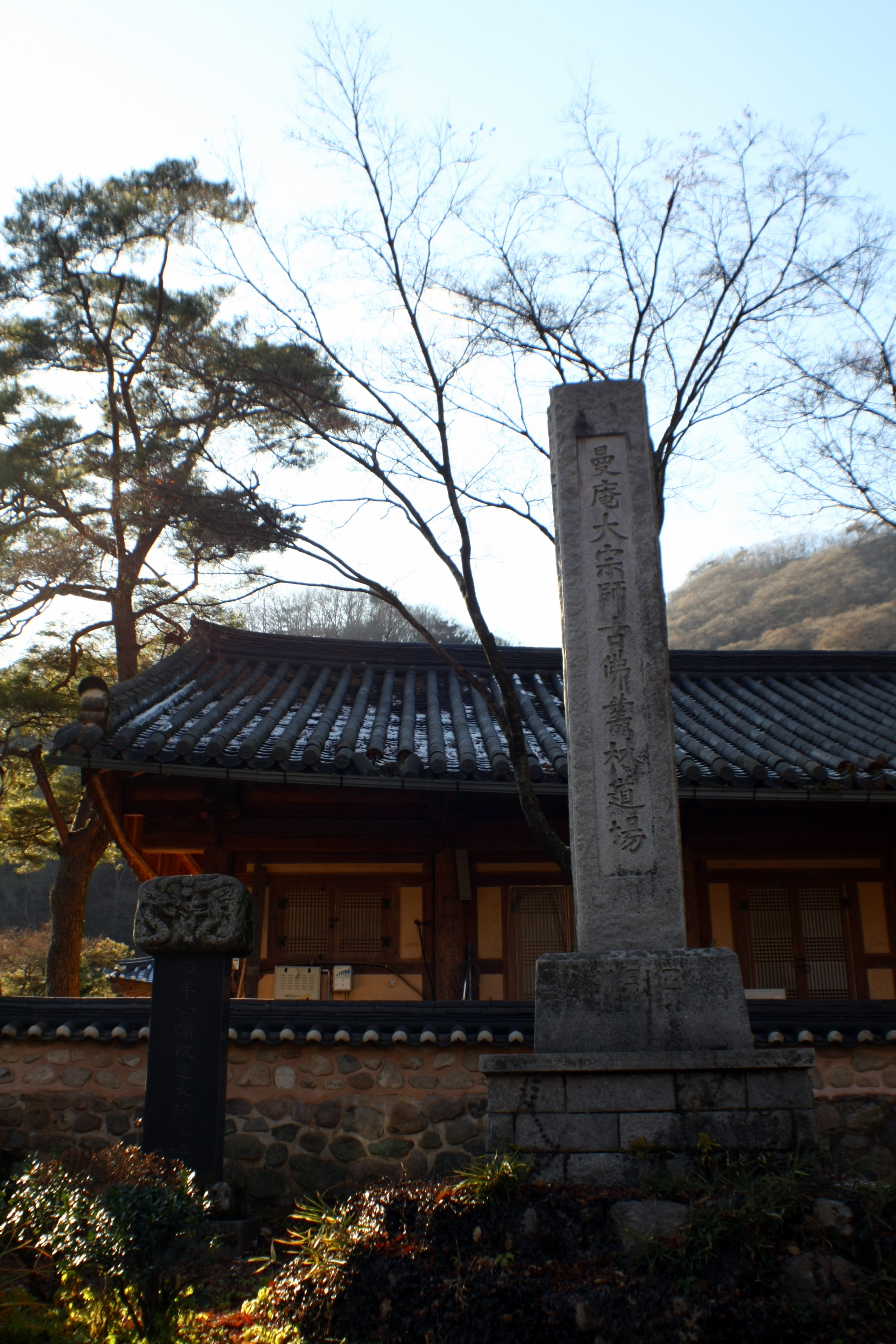
‘만암대종사고불총림도량’비
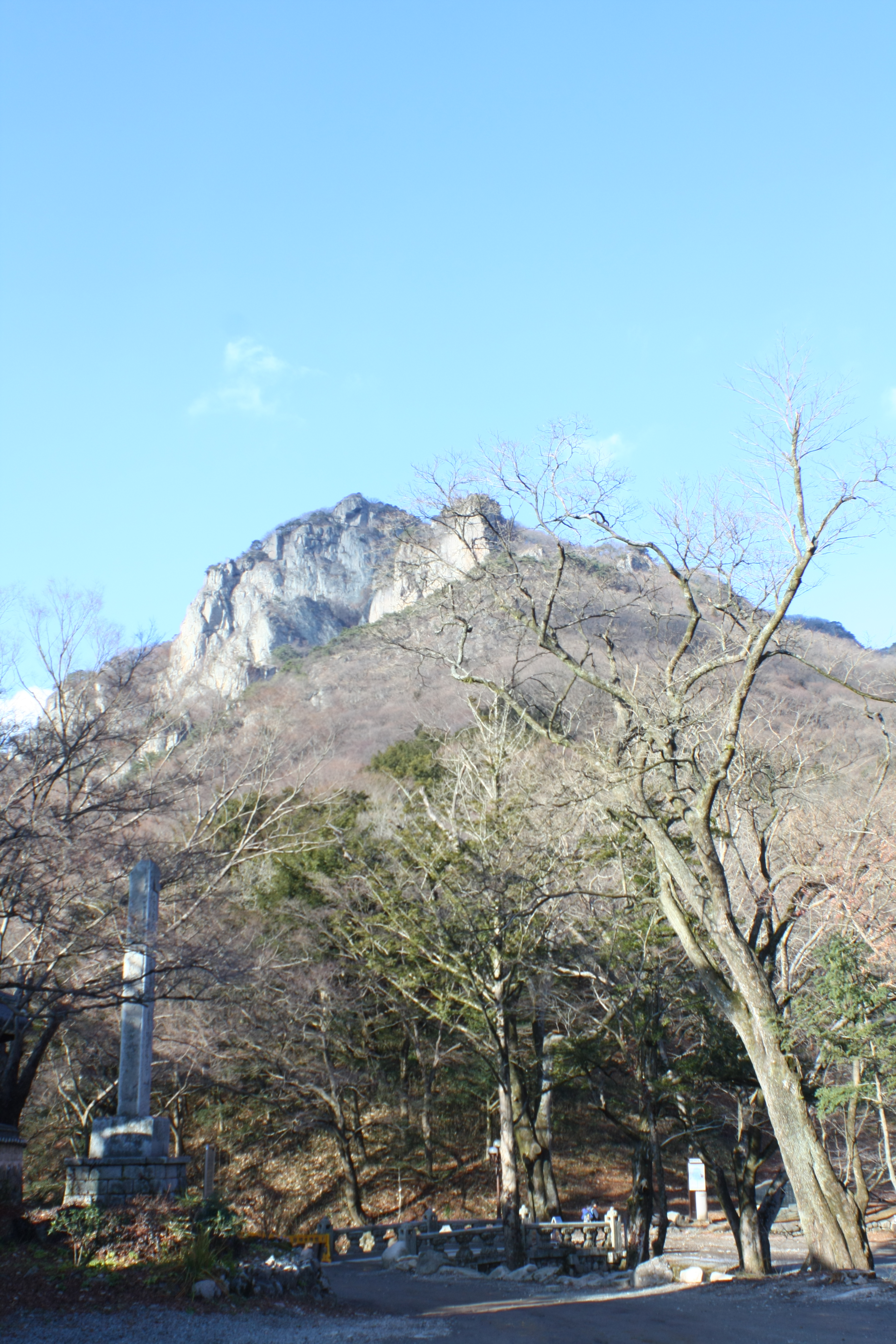
절에서 올려다 본 백양산
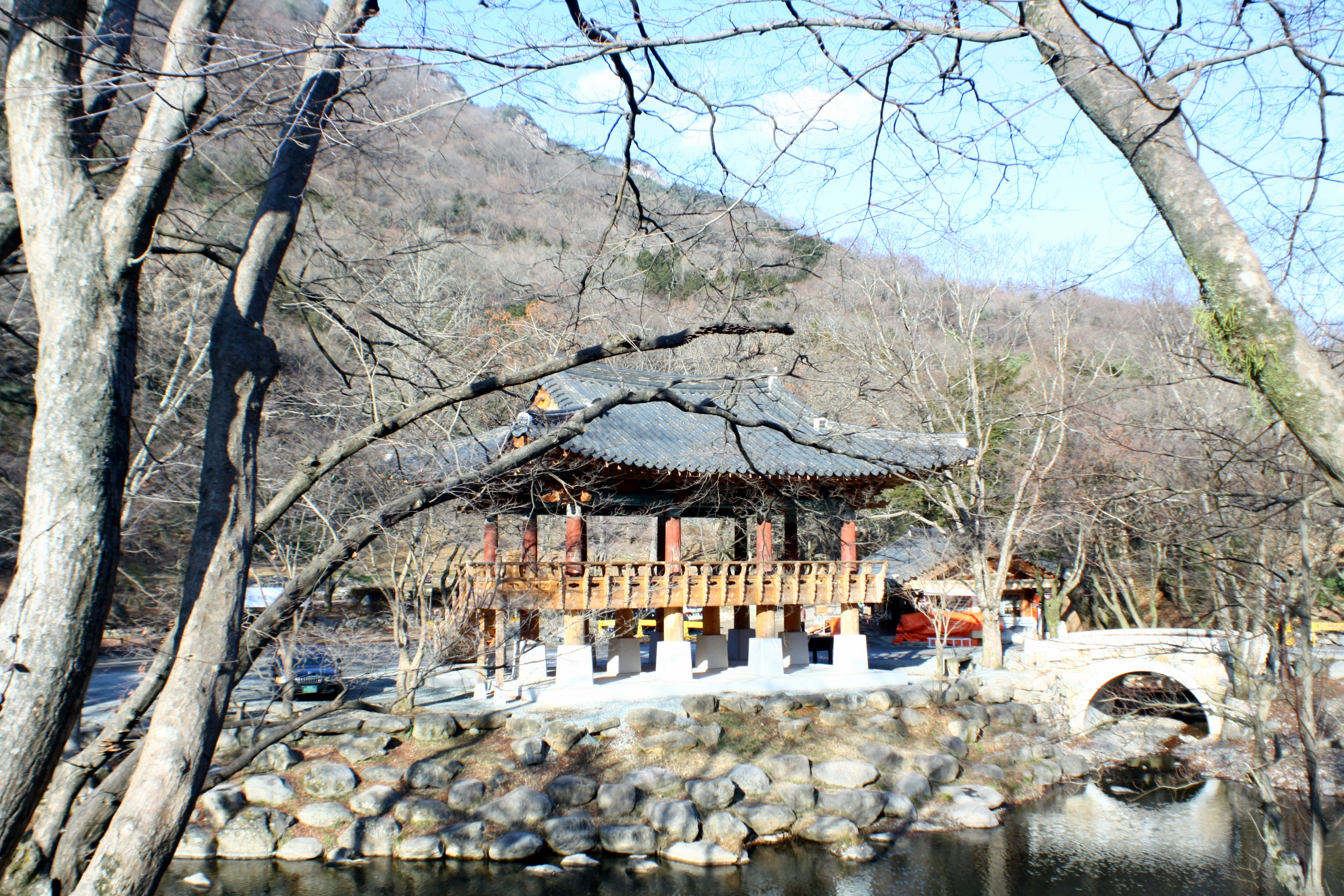
쌍계루

## 방송 촬영 장소
- MBC 《나 혼자 산다》 280, 281회 방송분

## 같이 보기
- 정관 (스님)
- 대한민국의 종교

## 참고 문헌
- 이 문서에는 다음커뮤니케이션(현 카카오)에서 GFDL 또는 CC-SA 라이선스로 배포한 글로벌 세계대백과사전의 내용을 기초로 작성된 글이 포함되어 있습니다.